# Bo Sehlstedt
Bo Erik Filip Sehlstedt, född 20 april 1976, är en svensk pokerspelare. Hans smeknamn inom pokersammanhang är Legato.
Sehlstedt har spelat internationell poker sedan 2004 och har bland annat vunnit $500 No Limit Hold'em på Aruba 2004 samt Poker Nations Cup i Cardiff 2007. 2005 blev han fyra i Swedish Open Poker Championships och 2007 blev han 2a i APPT High Roller eventet i Macau vilket gav en vinst på över 1 MSEK. Han är den enda spelaren i världen som lyckats placera sig bland de som vunnit pengar fyra år i rad i poker-VM. Sedan 2004 har han slutat på plats 103, 372, 332 och 155. Totalt har han vinster på över $820 000.
Sehlstedt grundade rakebacksiten www.RakeMeNot.com.  Sehlstedt är också delägare i pokersiten www.betfriends.com samt moderator för pokercommunityn www.donkr.com. Sehlstedt är också medgrundare till reaktiveringsbolaget Enteractive (www.enteractive.se).

### Fotnoter
1. ↑  http://pokerdb.thehendonmob.com/player.php?a=r&n=26025